# Kinugasa-Reaktion
Als Kinugasa-Reaktion wird eine chemische Reaktion bezeichnet die zur Darstellung von  β-Lactamen dient. Sie ist nach ihrem Entdecker Manabu Kinugasa benannt. In einer Kinugasa-Reaktion werden Nitrone mit terminalen Alkinen in Anwesenheit von  katalytischen oder  stöchiometrischen Mengen an Kupfer(I)-Salzen zu β-Lactamen umgesetzt.

## Mechanismus
Das Kupfer bildet mit dem Alkin ein Acetylid. Dann findet eine 1,3-dipolare Cycloaddition zwischen dem Nitron und dem Acetylid statt. Das so gebildete Kupferorganyl lagert über eine Keten-Zwischenstufe um und es wird das β-Lactam gebildet.

Mechanismus der Kinugasa-Reaktion